# ليتسيل تيبوجو
ليتسيل تيبوجو (مواليد 7 يونيو 2003) هو عداء بوتسواني فاز بالميدالية الذهبية في سباق 100 متر في بطولة العالم لألعاب القوى 2021 تحت 20 سنة. فاز بذهبية سباق 200 متر في أولمبياد باريس 2024